# Gordan Pičuljan
Gordan Pičuljan (Šibenik, 1942. – Zagreb, 16. lipnja 2013.) je bio hrvatski kazališni, filmski i televizijski glumac, glumac u lutkarskim kazalištima i hrvatski pjesnik.
Rođen je u Šibeniku. Diploirao je za glumca na zagrebačkoj Kazališnoj akademiji. Na kazališnim je daskama proveo 40 godina života. U početku je bio slobodnim glumcem te je bio na pozornicama svih kazališta u Zagrebu. Istakao se ulogama u Teatru ITD, u HNK Zagreb, u Komediji, Gavelli. Glumio je u klasičnim komedijama i u mjuziklima. Surađivao je s Histrionima, glumio je u Trešnji i Žar ptici. Pojavio se na Dubrovačkim ljetnim igrama.
Od 1988. godine radi u Zagrebačkom kazalištu lutaka u kojem je ostao sve do mirovine.
Glumio je u hrvatskim televizijskim serijama "Kuda idu divlje svinje" (uloga Šarca), "Ča smo na ovon svitu", "Mačku pod šljemom" i u "Putovanju u Vučjak".
Od filmskih uloga ističe se uloga u hrvatskom filmu "Nedjelja" iz 1969. godine.
Napisao je tri zbirke pjesama.

## Filmografija

### Televizijske uloge
- "Smogovci" kao tip s nožem u sali za biljar (1991.)
- "Tražim srodnu dušu" kao radnik #1 (1990.)
- "Ptice nebeske" (1989.)
- "Putovanje u Vučjak" kao Oštrokljuni (1986. – 1987.)
- "Zamke" kao križar (1983.)
- "Nepokoreni grad" kao ustaški vojnik (1982.)
- "Mačak pod šljemom" kao komandir voda (1978.)
- "Marija" kao domobran (1977.)
- "Ča smo na ovon svitu" kao Dujko (1973.)
- "Kuda idu divlje svinje" kao Šarač (1971.)
- "Sumorna jesen" kao ustaški vojnik (1969.)

### Filmske uloge
- "Vrijeme za..." (1993.)
- "Baka bijela" kao prolaznik #1 (1992.)
- "Doktorova noć" (1990.)
- "Kapetan Amerika" kao industrijalac (1990.)
- "Stela" kao željezničar (1990.)
- "Hamburg Altona" (1989.)
- "Žanirci dolaze" (1988.)
- "Dvojica zatvorenika" (1985.)
- "U pozadini" kao pijani vojnik na zabavi (1984.)
- "Zadarski memento" (1984.)
- "U logoru" (1983.)
- "Medeni mjesec" kao policijski inspektor (1983.)
- "Pijanist" (1983.)
- "Prestrojavanje" (1983.)
- "Tamburaši" kao ustaški vojnik (1982.)
- "Snađi se, druže" (1981.)
- "Obustava u strojnoj" (1980.)
- "Groznica" (1979.)
- "Kužiš stari moj" (1973.)
- "Nedjelja" kao Mladen (1969.)
- "Baština" (1969.)
- "Prikupljanje hrabrosti" (1966.)